# Francisca Carlota de Montalais
Francisca Carlota de Montalais (em francês: Françoise Charlotte de Montalais; m. antes de 1710) foi condessa de Marans e senhora de Vernée. Era filha de Pedro de Montalais, senhor de Chamberllay, e Renata Le Clerc de Sautré.

## Biografia
Francisca era filha de Pedro de Montalais, senhor de Chamberllay, e de Renata Le Clerc de Sautré, neta de Maturino de Montalais e de Ana Le Voyer. Após a morte de seu marido João VIII de Beuil, conde de Marans, em 1665, torna-se amante de Henrique Júlio de Bourbon-Condé, príncipe de Condé, marido de Ana Henriqueta da Baviera, com quem teve uma filha, Júlia de Bourbon, esposa de Armando de Madaillan, marquês de Lassay. Francisca tornou-se também amante do filho do duque de Longueville, o conde de Saint-Pol. Ela esteve envolvida no chamado Caso dos Venenos. Vivia ainda em 1686, porém com seus bens confiscados. Falecida antes de 1710, É igualmente citada na correspondência de Madame de Sévigné ou nas memórias de Madame de Montpensier.